# Rusudan Gruzijska
Kraljica Rusudan, gruz. რუსუდანი, (oko 1194. – 1245.) iz dinastije Bagrationi, bila je kraljica Gruzije u razdoblju od 1223. do 1245. godine.
Kći Tamare Gruzijske i Davida Soslana, naslijedila je brata Đuru IV. 18. siječnja 1223. godine. Đurina prerana smrt označila je početak kraja Gruzijskog zlatnog doba. Rusudan je bila preslaba očuvati ono što su stekli njeni prethodnici. U jesen 1225. godine, Gruziju je napao horezmski šah Džalal al-Din Mingburnu, progonjen od strane Mongola. Gruzijci su pretrpjeli bolne poraze u bitci u Garniju, a kraljev dvor se s kraljicom Rusudan preselio u Kutaisi, jer su gruzijski glavni grad Tbilisi opkolili Horezmi. Godinu dana kasnije, Džalal al-Din je zauzeo Tbilisi, a 100.000 hrabrih stanovnika Tbilisija je izgubilo žitvote u tim borbama. Poraženi Gruzijci su prisiljavani promijeniti vjeru i postati muslimanima, ali su oni to odbili i gotovo cijela populacija u Tbilisiju je masakrirana. U veljači 1227. godine, Gruzijsci su iskoristili Dželalove neuspjehe u Armeniji i ponovno zauzeli Tbilisi, ali su ubrzo bili prisiljeni napustiti grad, koji su sami zapalili u svojoj borbi s okupacijskim snagama. Rusudan je sklopila savez sa susjednim seldžučkim vladarima Ikonijskog sultanata i Ahlata, ali su Horezmi preusmjerili Gruzijce na Bolnisi, prije nego što su saveznii uspjeli stići (1228.)
Horezme su istisnuli Mongoli. Upali su u Gruziju 1235. godine i devastirali i pljačkali u provalama, a Džalala al-Dina su zarobili. Gruzija se predala bez ozbiljnog otpora. Do 1240. godine sva je zemlja bila pod mongolskim jarmom. Prisililjeni su prihvatiti suverenu vlast mongolskog kana 1242., a Rusudan je morala plaćati godišnji danak od 50.000 zlatnika i podupirati Mongole gruzijskom vojskom.
U strahu da će njezin nećak David VII. težiti se uspeti na prijestolje, Rusudan ga zatvara na dvoru njenog posinka, sultana Kejhusrev II.Kejhusreva II. i šalje svog sina Davida VI. na mongolski dvor kako bi dobio službeno priznanje da je on njen nasljednik. Umrla je 1245. godine, čekajući na sinov povratak s mongolskog dvora.

## Brak i djeca
Godine 1224. udala se za seldžučkog princa Gijasaddina (unuka Kilidža Arslana II.), koji se u tom braku preobratio na kršćanstvo. Bili su roditelji Đure VI. i kćeri po imenu Tamara, koja se udala za svog rođaka, sultana Kejhusreva II., a nakon njegove smrti 1246. se udala za Pervanea, iranskog državnika.